# 湯元敏浩
湯元 敏浩（ゆもと よしひろ　1964年〈昭和39年〉5月19日 - ）は、日本の政治家、鹿児島県姶良市長（2期）。
日本テレビで政治記者、コンプライアンス推進室考査部考査担当部長、情報カルチャー局担当部長などを務め、情報・報道番組のプロデューサーを担当した。

## 人物
鹿児島県姶良市生まれ。鹿児島市立東谷山小学校、鹿児島大学教育学部附属中学校、鹿児島県立鶴丸高等学校卒業。1988年3月、早稲田大学法学部卒業。
大学卒業後、日本テレビへ入社。
同期入社の小栗泉と共に報道局に配属され政治記者として活躍。アナウンサーでは同期入社に福澤朗、村山喜彦、関谷亜矢子、永井美奈子もいた。
政治記者時代は55年体制が崩壊した時であり記者としての活動は多忙をきわめたという。
番組ディレクターを経て番組プロデューサーに就く。
番組プロデューサー時代ではズームイン!!朝!など数多くの情報・報道番組を手がけ主に報道畑を歩んだ。
コンプライアンス推進室考査部考査担当部長、情報カルチャー局担当部長などを経て2013年7月、日本テレビを退社。
同年10月19日、2014年4月20日執行の姶良市長選挙に立候補することを発表し、現職の笹山義弘に挑むも僅差で惜敗。
2014年10月から2017年9月までかごピタ（鹿児島読売テレビ）コメンテーターとして出演した。
2017年11月1日、任期満了に伴う姶良市長選挙への再出馬を表明し、2018年4月22日投開票の市長選で現職の笹山義弘を破り初当選を果たした。4月25日、市長就任。
2022年4月17日投開票の市長選挙で笹山を破り再選。

## 職歴
- 1988年 日本テレビ入社。報道局配属。主に政治部記者。
- 1995年 ザ・サンデー担当。ディレクター。
- 1996年 ルックルックこんにちは担当。プロデューサー。
- 2001年 レッツ!担当。プロデューサー。
- 2002年 報道局　政治部・日テレNEWS24プロデューサーなど担当。
- 2007年 ズームイン!!サタデープロデューサー。
- 2009年 コンプライアンス推進室考査部考査担当部長。
- 2013年 情報カルチャー局担当部長。
- 2013年 日本テレビを退社。

## 日本テレビ時代の担当番組
- ザ・サンデー
- ルックルックこんにちは
- レッツ!
- ザ!情報ツウ
- NNNニュースプラス1
- きょうの出来事
- 日テレニュース24
- ズームイン!!朝!
- ズームイン!!サタデー
- 衝撃スクープ裏のウラ 全部ホンモノ最強版

### 考査担当
- 臨死!!江古田ちゃん
- 私立バカレア高校
- 車イスで僕は空を飛ぶ
- 泣くな、はらちゃん

## エピソード
- 入社3年目のとき、報道局制作の深夜放送「CAPA」のスタッフで立ち上げに参加。第3回放送のときに企画立案と出演。

## 同期入社
- 福澤朗
- 永井美奈子
- 関谷亜矢子
- 村山喜彦
- 小栗泉